# 대구동부소방서
대구동부소방서(大邱東部消防署, Daegu Dongbu Fire station)는 대구광역시 동구를 관할하는 대구광역시 소방안전본부 산하의 소방서이다.
소방서장은 소방정으로 보한다.

## 연혁
- 1977년 2월 16일: 대구동부소방서 개서
- 1983년 9월 1일: 경산소방서 분리
- 2003년 6월 10일: 대구수성소방서 분리
- 2025년 6월 (예정): 대구 동구 각산동 1022 이전

## 조직
| - 소방행정과 - 행정안전팀 - 예산장비팀 | - 예방안전과 - 예방홍보팀 - 시설지도팀 | - 대응구조과 - 대응관리팀 - 구조구급팀 - 지휘조사팀 |

## 관할센터 및 관할구역
대구동부소방서는 6개의 119안전센터와 1개의 구조대를 산하에 두고 있다.
| 명칭                         | 사진 | 주소           | 관할구역                               | 지역대 |
| ---------------------------- | ---- | -------------- | -------------------------------------- | ------ |
| 신천119안전센터              |      | 동대구로 507   | 신암1·2·3·4·5동, 신천1·2·3·4동, 효목동 |        |
| 동촌119안전센터              |      | 해동로 180     | 해안동, 방촌동, 동촌동, 도평동 일부    |        |
| 안심119안전센터              |      | 반야월로 291   | 안심3동                                |        |
| 불로119안전센터              |      | 팔공로30길 6   | 불로봉무동, 지저동, 도평동 일부        |        |
| 공산119안전센터              |      | 팔공산로 1579  | 공산동                                 |        |
| 율하119안전센터              |      | 율하동로8길 5  | 안심1·2동                              |        |
| 대구동부소방서 119구조대     |      | 동대구로 507   | 대구광역시 동구 일부                   |        |
| 대구동부소방서 율하119구조대 |      | 율하동로 8길 5 | 대구광역시 동구 일부                   |        |

## 사건 사고
- 1998년 금호강에서 실종자를 수색하던 소방관 3명이 순직하였다.[4]

## 같이 보기
- 대한민국 소방청
- 대한민국의 소방
- 소방관 계급